# Puchar Europy w skokach narciarskich 1984/1985
Puchar Europy w skokach narciarskich 1984/1985 – cykl konkursów skoków narciarskich rozgrywający się na przełomie 1984 i 1985 roku. Inauguracja miała miejsce 16 grudnia 1984 roku w Predazzo na skoczni Passo Rolle, a zakończenie 13 kwietnia 1985 na tej samej skoczni. W ramach cyklu rozegrano 23 indywidualne konkursy. Zwycięzcą klasyfikacji generalnej został Norweg Per-Mårten Olsrud.

## Wyniki zawodów
| Lp.                                                                              | Data                                          | Miejscowość                                   | Skocznia                                      | Punkt K                                       | Uwagi                                         | 1. miejsce              | 2. miejsce           | 3. miejsce         |
| -------------------------------------------------------------------------------- | --------------------------------------------- | --------------------------------------------- | --------------------------------------------- | --------------------------------------------- | --------------------------------------------- | ----------------------- | -------------------- | ------------------ |
| 1.                                                                               | 16 grudnia 1984                               | Predazzo                                      | Passo Rolle                                   | K-65                                          | -                                             | Lido Tomasi             | Sandro Sambugaro     | Massimo Rigoni     |
| 2.                                                                               | 26 grudnia 1984                               | Sankt Moritz                                  | Olympiaschanze                                | K-94                                          | -                                             | Roger Ruud              | Per-Mårten Olsrud    | Frédéric Berger    |
| 3.                                                                               | 29 grudnia 1984                               | Sankt Aegyd                                   | Klaushoferschanze                             | K-73                                          | -                                             | Hubert Neuper           | Heinz Koch           | Jaroslav Simek     |
| 4.                                                                               | 5 stycznia 1985                               | Willingen                                     | Mühlenkopfschanze                             | K-110                                         | -                                             | Vegard Opaas            | Juha Karjalainen     | Steinar Bråten     |
| 5.                                                                               | 6 stycznia 1985                               | Willingen                                     | Mühlenkopfschanze                             | K-110                                         | -                                             | Vegard Opaas            | Steinar Bråten       | Juha Karjalainen   |
| 6.                                                                               | 11 stycznia 1985                              | Planica                                       | Srednija Velikanka                            | K-90                                          | TTP                                           | Per-Mårten Olsrud       | Vasja Bajc           | Primož Ulaga       |
| 7.                                                                               | 12 stycznia 1985                              | Liberec                                       | Ještěd                                        | K-90                                          | TCz                                           | Pavel Ploc              | Piotr Fijas          | Miroslav Polák     |
| 8.                                                                               | 12 stycznia 1985                              | Tarvisio                                      | Trampolino Fratelli Nogara                    | K-80                                          | TTP                                           | Reed Zuehlke            | Per-Mårten Olsrud    | Franz Wiegele      |
| 9.                                                                               | 13 stycznia 1985                              | Villach                                       | Alpenarena                                    | K-80                                          | TTP                                           | Per-Mårten Olsrud       | Reed Zuehlke         | Raimund Resch      |
| Turniej Trzech Państw – klasyfikacja końcowa                                     | Turniej Trzech Państw – klasyfikacja końcowa  | Turniej Trzech Państw – klasyfikacja końcowa  | Turniej Trzech Państw – klasyfikacja końcowa  | Turniej Trzech Państw – klasyfikacja końcowa  | Turniej Trzech Państw – klasyfikacja końcowa  | Per-Mårten Olsrud       | Reed Zuehlke         | Raimund Resch      |
| 10.                                                                              | 13 stycznia 1985                              | Harrachov                                     | Čerťák                                        | K-120                                         | TCz                                           | Pavel Ploc              | Piotr Fijas          | Jiří Parma         |
| Turniej Czeski – klasyfikacja końcowa                                            | Turniej Czeski – klasyfikacja końcowa         | Turniej Czeski – klasyfikacja końcowa         | Turniej Czeski – klasyfikacja końcowa         | Turniej Czeski – klasyfikacja końcowa         | Turniej Czeski – klasyfikacja końcowa         | Pavel Ploc              | Piotr Fijas          | Miroslav Polák     |
|                                                                                  |                                               |                                               |                                               |                                               |                                               |                         |                      |                    |
| Mistrzostwa Świata w Narciarstwie Klasycznym 1985 • Seefeld, 16–27 stycznia 1985 |                                               |                                               |                                               |                                               |                                               |                         |                      |                    |
|                                                                                  |                                               |                                               |                                               |                                               |                                               |                         |                      |                    |
| 11.                                                                              | 8 lutego 1985                                 | Chamonix                                      | Tremplin aux Bossons                          | K-95                                          | GPoN                                          | Per-Mårten Olsrud       | Juha Lappalainen     | Richard Schallert  |
| 12.                                                                              | 10 lutego 1985                                | Le Brassus                                    | Tremplin de la Chirurgienne                   | K-104                                         | GPoN                                          | Richard Schallert       | Per-Mårten Olsrud    | Vasja Bajc         |
| Grand Prix of Nations – klasyfikacja końcowa                                     | Grand Prix of Nations – klasyfikacja końcowa  | Grand Prix of Nations – klasyfikacja końcowa  | Grand Prix of Nations – klasyfikacja końcowa  | Grand Prix of Nations – klasyfikacja końcowa  | Grand Prix of Nations – klasyfikacja końcowa  | Per-Mårten Olsrud       | Richard Schallert    | Juha Lappalainen   |
| 13.                                                                              | 17 lutego 1985                                | Wörgl                                         | Latella-Schanze                               | K-83                                          | -                                             | Heinz Koch Matjaž Žagar | -                    | Vasja Bajc         |
| 14.                                                                              | 2 marca 1985                                  | Sarajewo                                      | Igman Olympic Jumps                           | K-112                                         | -                                             | Vasja Bajc              | Janez Štirn          | Rupert Hirner      |
| 15.                                                                              | 3 marca 1985                                  | Travnik                                       | Vlašić Skakaonica                             | K-87                                          | -                                             | Vasja Bajc              | Rupert Hirner        | Adolf Hirner       |
|                                                                                  | 9 marca 1985                                  | Schönwald                                     | Adlerschanze                                  | K-85                                          | TSch                                          | Gérard Colin            | Rupert Hirner        | Walentin Bożiczkow |
| 16.                                                                              | 10 marca 1985                                 | Schönwald                                     | Adlerschanze                                  | K-85                                          | TSch                                          | Walentin Bożiczkow      | Thomas Hasslberger   | Georg Waldvogel    |
| Turniej Schwarzwaldzki – klasyfikacja końcowa                                    | Turniej Schwarzwaldzki – klasyfikacja końcowa | Turniej Schwarzwaldzki – klasyfikacja końcowa | Turniej Schwarzwaldzki – klasyfikacja końcowa | Turniej Schwarzwaldzki – klasyfikacja końcowa | Turniej Schwarzwaldzki – klasyfikacja końcowa | Walentin Bożiczkow      | Bohumil Vacek        | Rupert Hirner      |
| 17.                                                                              | 15 marca 1985                                 | Sprova                                        | Steinfjellbakken                              | K-90                                          | -                                             | Rolf Åge Berg           | Olav Hansson         | Masahiro Akimoto   |
|                                                                                  |                                               |                                               |                                               |                                               |                                               |                         |                      |                    |
| Mistrzostwa Świata w Lotach Narciarskich 1985 • Planica, 16–17 marca 1985        |                                               |                                               |                                               |                                               |                                               |                         |                      |                    |
|                                                                                  |                                               |                                               |                                               |                                               |                                               |                         |                      |                    |
| 18.                                                                              | 16 marca 1985                                 | Stjørdal                                      | Bjørkbakken                                   | K-82                                          | -                                             | Rolf Åge Berg           | Masahiro Akimoto     | Olav Hansson       |
| 19.                                                                              | 17 marca 1985                                 | Meldal                                        | Kløvsteinbakken                               | K-105                                         | -                                             | Halvor Asphol           | Jan Henrik Troeen    | Olav Hansson       |
| 20.                                                                              | 24 marca 1985                                 | Rovaniemi                                     | Ounasvaara                                    | K-90                                          | -                                             | Per Bergerud            | Trond Jøran Pedersen | Rolf Åge Berg      |
| 21.                                                                              | 31 marca 1985                                 | Ruka                                          | Rukatunturi                                   | K-120                                         | -                                             | Franz Neuländtner       | Per Bergerud         | Matti Nykänen      |
| 22.                                                                              | 3 kwietnia 1985                               | Bardufoss                                     | Bardufoss                                     | K-?                                           | -                                             | Richard Schallert       | Matti Nykänen        | Hroar Stjernen     |
| 23.                                                                              | 13 kwietnia 1985                              | Predazzo                                      | Passo Rolle                                   | K-65                                          | -                                             | Lido Tomasi             | Massimo Rigoni       | Vladimír Podzimek  |

## Klasyfikacja generalna
| Miejsce | Zawodnik           | Punkty |
| ------- | ------------------ | ------ |
| 1.      | Per-Mårten Olsrud  | 149    |
| 2.      | Vasja Bajc         | 100    |
| 3.      | Matjaž Žagar       | 91     |
| 4.      | Rolf Åge Berg      | 81     |
| 5.      | Rupert Hirner      | 74     |
| 6.      | Richard Schallert  | 65     |
| 7.      | Heinz Koch         | 61     |
| 8.      | Sandro Sambugaro   | 60     |
| 9.      | Massimo Rigoni     | 59     |
| 10.     | Per Bergerud       | 55     |
| 11.     | Reed Zuehlke       | 53     |
| 12.     | Pavel Ploc         | 50     |
| 12.     | Lido Tomasi        | 50     |
| 14.     | Raimund Resch      | 49     |
| 15.     | Paul Erat          | 47     |
| 16.     | Franz Neuländtner  | 46     |
| 17.     | Frédéric Berger    | 42     |
| 17.     | Thomas Hasslberger | 42     |
| 17.     | Hubert Neuper      | 42     |
| 20.     | Piotr Fijas        | 40     |
| ...     |                    |        |